# تشارلز كلاب
تشارلز كلاب (بالإنجليزية: Charles Clapp)‏ هو مجدف أمريكي، ولد في 11 يناير 1959 في بروفيدنس في الولايات المتحدة.

## وصلات خارجية
- تشارلز كلاب على موقع الاتحاد الدولي للتجديف (الإنجليزية)
- تشارلز كلاب على موقع اللجنة الأولمبية الدولية (الإنجليزية)
- تشارلز كلاب على موقع أوليمبيديا (الإنجليزية)